# Posnanie-Prusse-Occidentale
1922–1938
Entités précédentes :
- Province de Posnanie
- Province de Prusse-Occidentale

Entités suivantes :
- Province de Poméranie
- Province de Brandebourg
- Province de Silésie

La province de Posnanie-Prusse-Occidentale ou  marche de Posnanie-Prusse-Occidentale ou marche frontière de Posnanie-Prusse-Occidentale, (en allemand : Grenzmark Posen-Westpreußen) est une ancienne province de l'État libre de Prusse, dont la capitale fut Schneidemühl (aujourd'hui Piła).

## Création

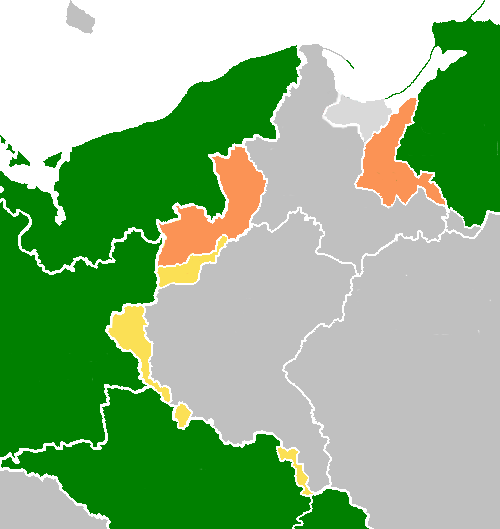
Partage de la Posnanie et de la Prusse-Occidentale en 1918

La province de Posnanie-Prusse-Occidentale est née en 1919 de la fusion des territoires non donnés à la Pologne, à l'issue de la Première Guerre mondiale, et qui faisaient partie jusqu'alors des provinces de Posnanie et de Prusse-Occidentale.

## Territoire

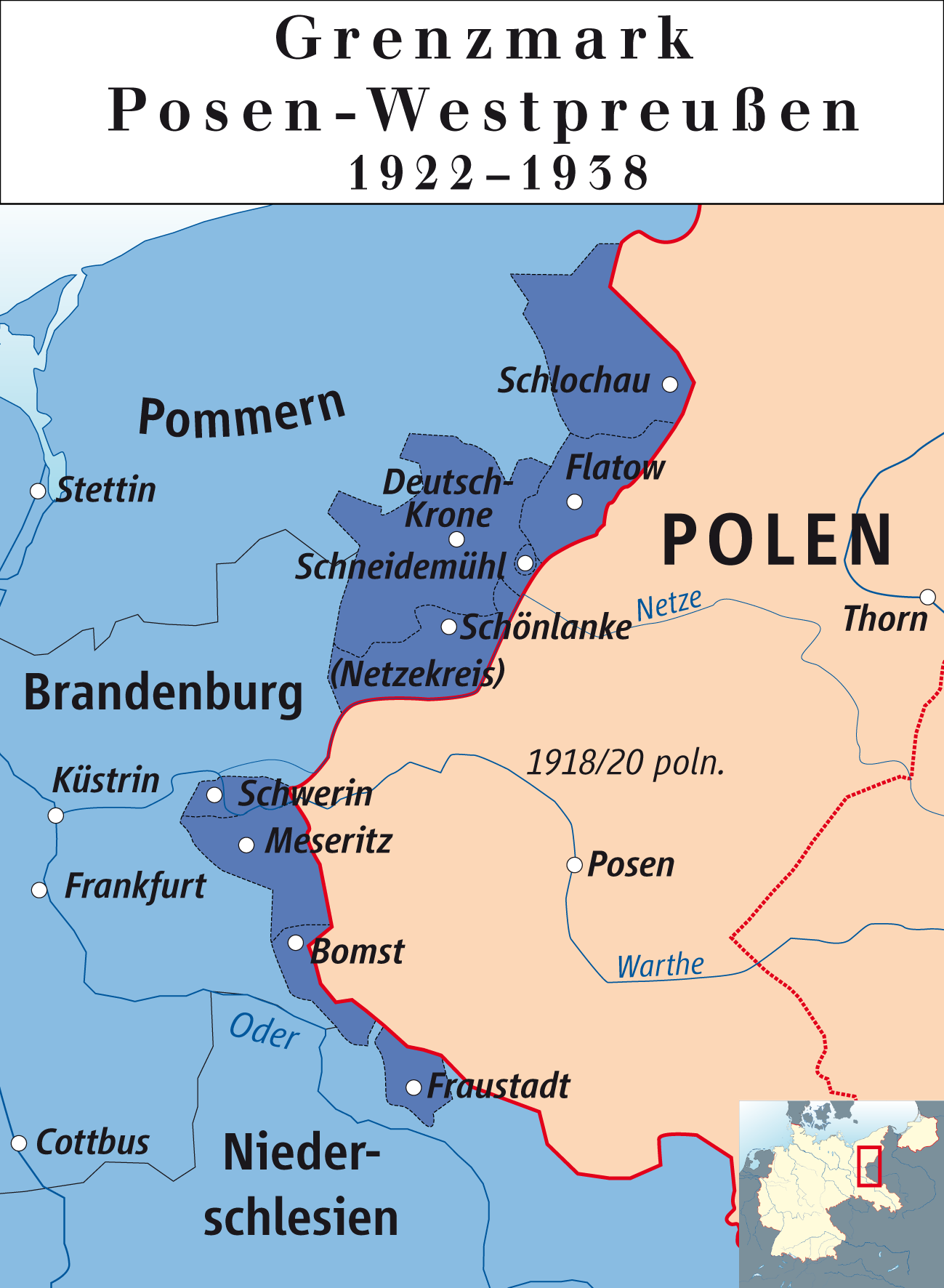
La province de Posnanie-Prusse-Occidentale.

Le territoire de la province de Posnanie-Prusse-Occidentale recouvrait :
- De l'ancienne province de Prusse-Occidentale (en allemand : Provinz Westpreußen), les arrondissements suivants :
  - L'arrondissement de Deutsch Krone (en allemand : Kreis Deutsch Krone)
  - L'arrondissement de Flatow (en allemand : Kreis Flatow)
  - L'arrondissement de Schlochau (en allemand : Kreis Schlochau)
- De l'ancienne province de Posnanie (en allemand : Provinz Posen), les arrondissements suivants :
  - L'arrondissement de Schneidemühl (en allemand : Stadtkreis Schneidemühl)
  - L'arrondissement de Bomst (en allemand : Kreis Bomst)
  - L'arrondissement de Czarnikau (en allemand : Restkreis Czarnikau), dont le chef-lieu était Schönlanke
  - L'arrondissement de Filehne (en allemand : Restkreis Filehne), dont le chef-lieu était Schönlanke
  - L'arrondissement de Fraustadt (en allemand : Kreis Fraustadt)
  - L'arrondissement de Kolmar (en allemand : Restkreis Kolmar in Posen), dont le chef-lieu était Schönlanke
  - L'arrondissement de Meseritz (en allemand : Kreis Meseritz)
  - L'arrondissement de Schwerin-sur-la-Warthe (en allemand : Kreis Schwerin an der Warthe)

## Hauts présidents
- Friedrich von Bülow (DVP), 1922-1933
- Hans von Meibom (DNVP), 1933-1934
- Wilhelm Kube (NSDAP), 1935-1936 (par intérim), également haut président de la province de Brandebourg.
- Emil Stürtz (NSDAP), 1936-1938, également haut président de la province de Brandebourg

## Suppression
Le 1er octobre 1938, la province de Posnanie-Prusse-Occidentale fut dissoute et son territoire fut réparti entre les provinces de Brandebourg, de Poméranie et de Silésie.
La province de Silésie (en allemand : Provinz Schlesien) reçut l'arrondissement de Fraustadt et une partie du celui de Bomst ; la province de Brandebourg (en allemand : Provinz Brandenburg), les arrondissements de Meseritz et de Schwerin ainsi que ce qui restait de celui de Bomst ; la province de Poméranie (en allemand : Provinz Pommern), les arrondissements de Deutsch Krone, Flatow, Schlochau et Schneidemühl ainsi que celui de la Notec.